# Parlamento del Kenya
Il Parlamento del Kenya, nell'ordinamento della Repubblica del Kenya, è l'organo costituzionale cui è attribuito l'esercizio della funzione legislativa. Ha una struttura di tipo bicamerale, componendosi dell'Assemblea Nazionale e del Senato, ed è contemplato dal Titolo II della parte ottava della Costituzione, redatta nel 2010.

## Storia

### L'assalto del 2024
Il 25 giugno 2024 il palazzo del parlamento viene preso d'assalto da un gruppo numeroso di cittadini per la rivolta contro il governo a causa dell'approvazione di una legge bilancio per l'aumento delle tasse. L'assalto ha portato con circa venti morti, più di duecento feriti ed oltre 130 arresti dalla polizia keniota. Dopo l'assalto, il presidente Ruto ha ritirato la legge bilancio.